# اتماپتروس کومپاگنوی
اِتماپتِروس کومپاگنوی کوسه ای از خانواده چراغ کوسه ها است که در جنوب شرقی اقیانوس اطلس در جنوب غربی استان کیپ و شمال ناتال در آفریقای جنوبی در عمق 479 تا 923 متری یافت می شود.  گاهی اوقات آن را با چراغ کوسه قهوه ای همسان در نظر می گیرند.